# Llista de topònims de Salt
Llista de topònims (noms propis de lloc) del municipi de Salt, al Gironès
Informació actualitzada per un bot. Els canvis manuals es perdran quan s'actualitzi!

## casa
| imatge | Nom                              | Ubicat a | instància de | Detalls                           | coordenades                                                                         | Protecció                                            | Commons (més fotos)           | Dades a WD                    |
| ------ | -------------------------------- | -------- | ------------ | --------------------------------- | ----------------------------------------------------------------------------------- | ---------------------------------------------------- | ----------------------------- | ----------------------------- |
|        | Cal Brut                         | Salt     | casa         | Estil: arquitectura popular       | 41° 58′ 26″ N, 2° 47′ 09″ E / 41.973864°N,2.785735°E                                | bé integrant del patrimoni cultural català           | Cal Brut                      | Modifica les dades a Wikidata |
|        | Cal Cigarró                      | Salt     | casa         | Estil: arquitectura popular       | 41° 58′ 31″ N, 2° 46′ 57″ E / 41.975187°N,2.782454°E 83 msnm                        | bé cultural d'interès local                          | Cal Cigarró                   | Modifica les dades a Wikidata |
|        | Can Maret Nou                    | Salt     | casa         | Estil: arquitectura popular       | 41° 58′ 30″ N, 2° 47′ 15″ E / 41.975016°N,2.787609°E 82 msnm                        | bé cultural d'interès local                          | Can Maret Nou                 | Modifica les dades a Wikidata |
|        | Can Mut                          | Salt     | casa         |                                   | 41° 58′ 27″ N, 2° 46′ 58″ E / 41.974089°N,2.78285°E 84 msnm                         | bé cultural d'interès local                          | Can Mut                       | Modifica les dades a Wikidata |
|        | Can Palmada                      | Salt     | casa         | Estil: arquitectura popular       | 41° 58′ 30″ N, 2° 47′ 04″ E / 41.974961°N,2.78444°E 84 msnm                         | bé cultural d'interès local                          | Can Palmada (Salt)            | Modifica les dades a Wikidata |
|        | Can Pous                         | Salt     | casa         | Estil: arquitectura popular       | 41° 58′ 29″ N, 2° 47′ 58″ E / 41.974745°N,2.79951°E 80 msnm                         | bé cultural d'interès local                          | Can Pous (Salt)               | Modifica les dades a Wikidata |
|        | Casa del Marquès de Camps        | Salt     | casa capella | Estil: historicisme arquitectònic | 41° 58′ 25″ N, 2° 46′ 34″ E / 41.973665°N,2.776117°E ca:Camí de Cal Marquès 85 msnm | bé d'interès cultural bé cultural d'interès nacional | Casa del Marquès de Camps     | Modifica les dades a Wikidata |
|        | casa al Carrer de Sant Dionís, 3 | Salt     | casa         | Estil: arquitectura popular       | 41° 58′ 30″ N, 2° 47′ 14″ E / 41.974948°N,2.787271°E 83 msnm                        | bé cultural d'interès local                          | Casa al carrer Sant Dionís, 3 | Modifica les dades a Wikidata |
|        | edifici al carrer Major, 39      | Salt     | casa         | Estil: arquitectura eclèctica     | 41° 58′ 34″ N, 2° 47′ 56″ E / 41.976088888889°N,2.7987527777778°E 78 msnm           | bé cultural d'interès local                          | Edifici al carrer Major, 39   | Modifica les dades a Wikidata |
|        | les Bernardes                    | Salt     | casa         | Estil: historicisme arquitectònic | 41° 58′ 31″ N, 2° 47′ 28″ E / 41.975261111111°N,2.7911861111111°E 81 msnm           | bé cultural d'interès local                          | Les Bernardes (Salt)          | Modifica les dades a Wikidata |

## edifici
| imatge | Nom                                     | Ubicat a | instància de | Detalls                     | coordenades                                                               | Protecció                   | Commons (més fotos)                     | Dades a WD                    |
| ------ | --------------------------------------- | -------- | ------------ | --------------------------- | ------------------------------------------------------------------------- | --------------------------- | --------------------------------------- | ----------------------------- |
|        | Central de Regulació de la Séquia Monar | Salt     | edifici      | Estil: noucentisme          | 41° 58′ 37″ N, 2° 47′ 33″ E / 41.976969444444°N,2.7924611111111°E 79 msnm | bé cultural d'interès local | Central de Regulació de la Séquia Monar | Modifica les dades a Wikidata |
|        | Estació FEVE                            | Salt     | edifici      | Estil: arquitectura popular | 41° 58′ 24″ N, 2° 47′ 44″ E / 41.973422222222°N,2.7955444444444°E 81 msnm | bé cultural d'interès local | Estació FEVE                            | Modifica les dades a Wikidata |

## església
| imatge | Nom                | Ubicat a | instància de | Detalls                         | coordenades                                                  | Protecció                   | Commons (més fotos) | Dades a WD                    |
| ------ | ------------------ | -------- | ------------ | ------------------------------- | ------------------------------------------------------------ | --------------------------- | ------------------- | ----------------------------- |
|        | Sant Cugat de Salt | Salt     | església     | Estil: arquitectura neoclàssica | 41° 58′ 28″ N, 2° 46′ 52″ E / 41.974554°N,2.781129°E 86 msnm | bé cultural d'interès local | Sant Cugat de Salt  | Modifica les dades a Wikidata |
|        | Sant Jaume de Salt | Salt     | església     |                                 | 41° 58′ 36″ N, 2° 47′ 45″ E / 41.976796°N,2.795804°E 78 msnm | bé cultural d'interès local | Sant Jaume de Salt  | Modifica les dades a Wikidata |

## masia
| imatge | Nom                  | Ubicat a | instància de     | Detalls                                         | coordenades                                                                                 | Protecció                                  | Commons (més fotos)  | Dades a WD                    |
| ------ | -------------------- | -------- | ---------------- | ----------------------------------------------- | ------------------------------------------------------------------------------------------- | ------------------------------------------ | -------------------- | ----------------------------- |
|        | Can Caselles         | Salt     | masia            |                                                 | 41° 58′ 13″ N, 2° 46′ 24″ E / 41.9703224516739°N,2.77339029196203°E                         |                                            |                      | Modifica les dades a Wikidata |
|        | Can Genura           | Salt     | masia            |                                                 | 41° 58′ 49″ N, 2° 47′ 37″ E / 41.9803489683938°N,2.79358574634454°E                         |                                            |                      | Modifica les dades a Wikidata |
|        | Can Maret            | Salt     | masia            |                                                 | 41° 58′ 05″ N, 2° 47′ 17″ E / 41.9681256149878°N,2.78795292324432°E                         |                                            |                      | Modifica les dades a Wikidata |
|        | Can Maret Lleter     | Salt     | masia            | Estil: arquitectura popular                     | 41° 58′ 32″ N, 2° 47′ 19″ E / 41.975563°N,2.788536°E 81 msnm                                | bé cultural d'interès local                | Can Maret Lleter     | Modifica les dades a Wikidata |
|        | Can Marly            | Salt     | masia            |                                                 | 41° 57′ 52″ N, 2° 46′ 43″ E / 41.9643249084038°N,2.77848009593263°E                         |                                            |                      | Modifica les dades a Wikidata |
|        | Can Nillus           | Salt     | masia            |                                                 | 41° 57′ 46″ N, 2° 47′ 21″ E / 41.9629130696359°N,2.78922524907813°E                         |                                            |                      | Modifica les dades a Wikidata |
|        | Mas Devesa           | Salt     | masia            | Estil: arquitectura popular 18th century        | 41° 58′ 27″ N, 2° 46′ 16″ E / 41.974099°N,2.771005°E ca:Hortes del Marquès de Camps 86 msnm | bé cultural d'interès local                | Mas Devesa           | Modifica les dades a Wikidata |
|        | Mas Llorens          | Salt     | masia casa forta | Estil: arquitectura popular                     | 41° 58′ 28″ N, 2° 46′ 51″ E / 41.974355555556°N,2.7808638888889°E 86 msnm                   | bé cultural d'interès local                | Mas Llorens          | Modifica les dades a Wikidata |
|        | Mas Llorenç          | Salt     | masia            |                                                 | 41° 58′ 29″ N, 2° 46′ 49″ E / 41.9745959671809°N,2.78025499565354°E                         |                                            |                      | Modifica les dades a Wikidata |
|        | Mas Mota             | Salt     | masia            | Estil: arquitectura popular                     | 41° 58′ 30″ N, 2° 48′ 01″ E / 41.974916666667°N,2.8001388888889°E 79 msnm                   | bé cultural d'interès local                | Mas Mota             | Modifica les dades a Wikidata |
|        | Mas Pi del Pla       | Salt     | masia            |                                                 | 41° 57′ 50″ N, 2° 47′ 10″ E / 41.9640151984947°N,2.78614429720888°E                         |                                            |                      | Modifica les dades a Wikidata |
|        | Mas Ribot            | Salt     | masia            |                                                 | 41° 58′ 27″ N, 2° 46′ 40″ E / 41.9741046122534°N,2.77766167268641°E                         |                                            |                      | Modifica les dades a Wikidata |
|        | Mas Vilapriu         | Salt     | masia            |                                                 | 41° 58′ 43″ N, 2° 47′ 55″ E / 41.9786644050649°N,2.79847981410147°E                         |                                            |                      | Modifica les dades a Wikidata |
|        | Masia de la Farga    | Salt     | masia            | Estil: arquitectura gòtica arquitectura popular | 41° 58′ 36″ N, 2° 47′ 29″ E / 41.97657°N,2.79132°E 82 msnm                                  | bé integrant del patrimoni cultural català | Masia de la Farga    | Modifica les dades a Wikidata |
|        | Masia de la Rectoria | Salt     | masia            | Estil: arquitectura popular                     | 41° 58′ 29″ N, 2° 47′ 06″ E / 41.974763°N,2.7849°E                                          | bé cultural d'interès local                | Masia de la Rectoria | Modifica les dades a Wikidata |
|        | Torre Mirona         | Salt     | masia            | Estil: arquitectura popular                     | 41° 58′ 15″ N, 2° 46′ 36″ E / 41.970919444444°N,2.776675°E 90 msnm                          | bé cultural d'interès local                | Torre Mirona (Salt)  | Modifica les dades a Wikidata |
|        | Torre d'en Palau     | Salt     | masia            |                                                 | 41° 58′ 37″ N, 2° 47′ 28″ E / 41.9768767818229°N,2.7910380452805°E                          |                                            |                      | Modifica les dades a Wikidata |
|        | el Sitjar            | Salt     | masia            | Estil: arquitectura popular                     | 41° 57′ 51″ N, 2° 47′ 31″ E / 41.964283333333°N,2.7920666666667°E 89 msnm                   | bé cultural d'interès local                | El Sitjar            | Modifica les dades a Wikidata |
|        | el Viver             | Salt     | masia            |                                                 | 41° 57′ 54″ N, 2° 47′ 25″ E / 41.9650855762373°N,2.79025594708348°E                         |                                            |                      | Modifica les dades a Wikidata |

## Misc
| imatge | Nom                                 | Ubicat a                                  | instància de                                                                   | Detalls                                                                 | coordenades                                                                                             | Protecció                                  | Commons (més fotos)     | Dades a WD                    |
| ------ | ----------------------------------- | ----------------------------------------- | ------------------------------------------------------------------------------ | ----------------------------------------------------------------------- | --- | ------------------------------------------ | ----------------------- | ----------------------------- |
|        | Fàbrica Coma Cros                   | Salt                                      | edifici industrial                                                             | Estil: arquitectura popular                                             | 41° 58′ 39″ N, 2° 47′ 46″ E / 41.977625°N,2.7960777777778°E ca:Sant Antoni, 1 78 msnm                   | bé cultural d'interès local                | Coma Cros               | Modifica les dades a Wikidata |
|        | Granja d'en Nadal                   | Salt                                      | granja                                                                         |                                                                         | 41° 57′ 49″ N, 2° 47′ 00″ E / 41.9637037911602°N,2.78338179855786°E                                     |                                            |                         | Modifica les dades a Wikidata |
|        | Grup Sant Cugat                     | Salt                                      | habitatge de protecció oficial                                                 | Estil: arquitectura popular                                             | 41° 58′ 17″ N, 2° 47′ 18″ E / 41.971392°N,2.788417°E                                                    | bé integrant del patrimoni cultural català | Grup Sant Cugat         | Modifica les dades a Wikidata |
|        | Monument als donants de sang a Salt | Salt                                      | monument                                                                       | Creador: Dani Galindo Hernández 2015-10-16 Anomenat per: donant de sang | 41° 58′ 10″ N, 2° 47′ 34″ E / 41.969316666666664°N,2.792816666666667°E                                  |                                            |                         | Modifica les dades a Wikidata |
|        | Pas d'en Prat                       | Salt                                      | pont                                                                           |                                                                         | 41° 58′ 54″ N, 2° 46′ 13″ E / 41.9817818036192°N,2.77028356182692°E                                     |                                            |                         | Modifica les dades a Wikidata |
|        | Polígon industrial Torremirona      | Salt                                      | polígon industrial                                                             |                                                                         | 41° 58′ 00″ N, 2° 46′ 36″ E / 41.9665458325445°N,2.7765535273732°E                                      |                                            |                         | Modifica les dades a Wikidata |
|        | Salt                                | Salt                                      | entitat singular de població ens local històric de Catalunya capital municipal | 33946 hab                                                               | 41° 58′ 30″ N, 2° 47′ 34″ E / 41.97489°N,2.79281°E 86 msnm                                              |                                            |                         | Modifica les dades a Wikidata |
|        | Ter                                 | Ripollès Osona Selva Gironès Baix Empordà | curs d'aigua riu principal                                                     | Desemboca: mar Mediterrània Llarg: 208km Conca: 3010km²                 | 42° 25′ 40″ N, 2° 15′ 24″ E / 42.427778°N,2.256667°E 42° 01′ 24″ N, 3° 11′ 31″ E / 42.02347°N,3.19187°E |                                            | Ter River               | Modifica les dades a Wikidata |
|        | barraca d'en Genura                 | Salt                                      | cabana                                                                         | Estat: ruïnós                                                           | 41° 58′ 06″ N, 2° 47′ 28″ E / 41.968288°N,2.791151°E ca:Les Deveses                                     | bé cultural d'interès local                |                         | Modifica les dades a Wikidata |
|        | casa consistorial de Salt           | Salt                                      | casa consistorial                                                              |                                                                         | 41° 58′ 29″ N, 2° 47′ 34″ E / 41.97480435370743°N,2.7926804212678524°E                                  |                                            | Casa de la Vila de Salt | Modifica les dades a Wikidata |
|        | les Defenses del Marquès            | Salt                                      | obra hidràulica                                                                | Estil: arquitectura popular                                             | 41° 58′ 37″ N, 2° 46′ 06″ E / 41.976918°N,2.768297°E                                                    | bé cultural d'interès local                |                         | Modifica les dades a Wikidata |
|        | mesquita de Salt                    | Salt                                      | mesquita                                                                       |                                                                         | 41° 57′ 58″ N, 2° 46′ 40″ E / 41.96613888888889°N,2.7777777777777777°E                                  |                                            |                         | Modifica les dades a Wikidata |
|        | plaça de la Llibertat               | Salt                                      | plaça                                                                          |                                                                         | 41° 58′ 29″ N, 2° 47′ 28″ E / 41.9747639°N,2.7912495°E                                                  |                                            |                         | Modifica les dades a Wikidata |